# Chevrolet Prisma
Der Chevrolet Prisma ist ein Automodell, welches von General Motors do Brasil gefertigt wurde. Er wurde ausschließlich als viertürige Limousine angeboten.

## Erste Generation

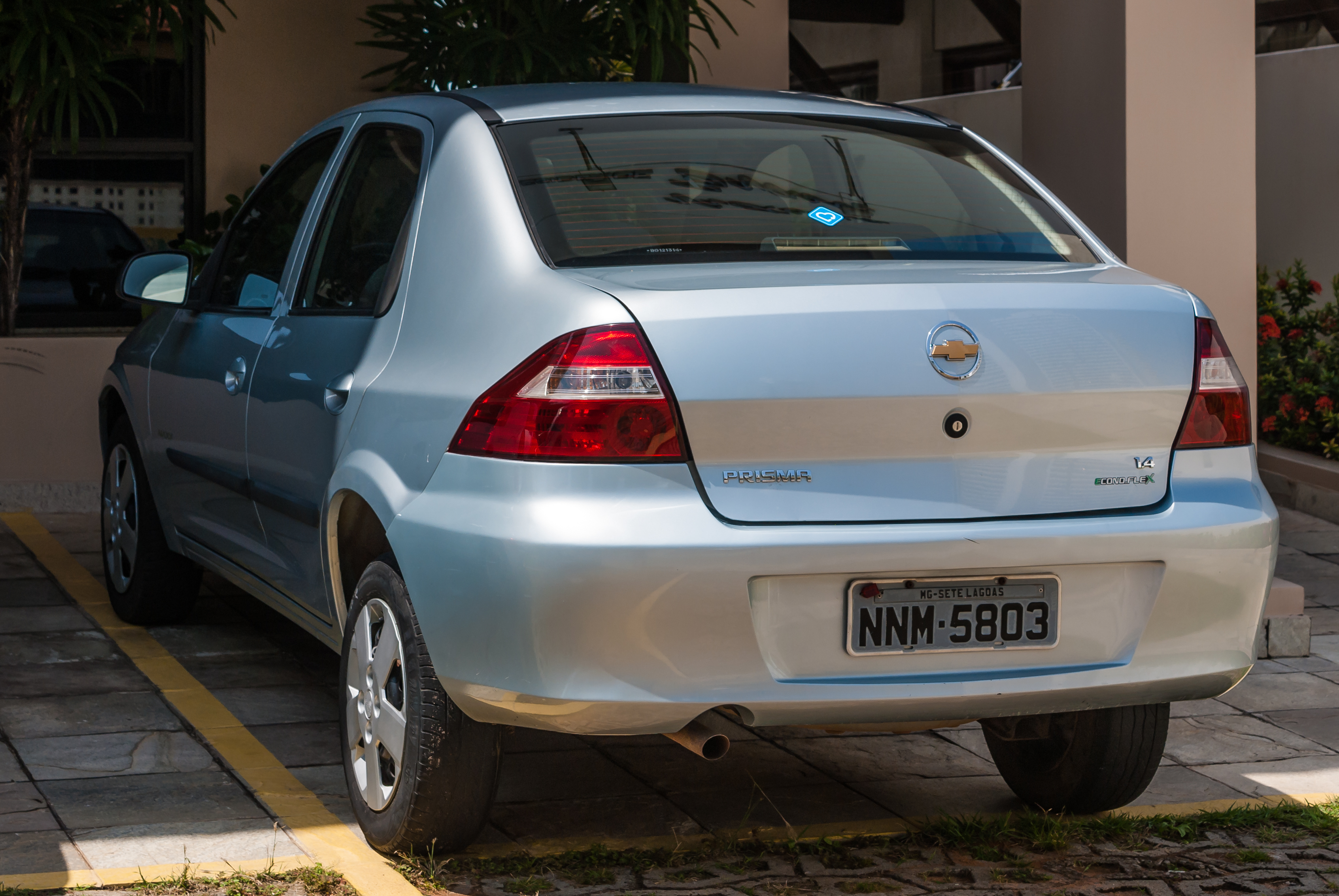
Heckansicht Prisma 1.4 (2006–2011)

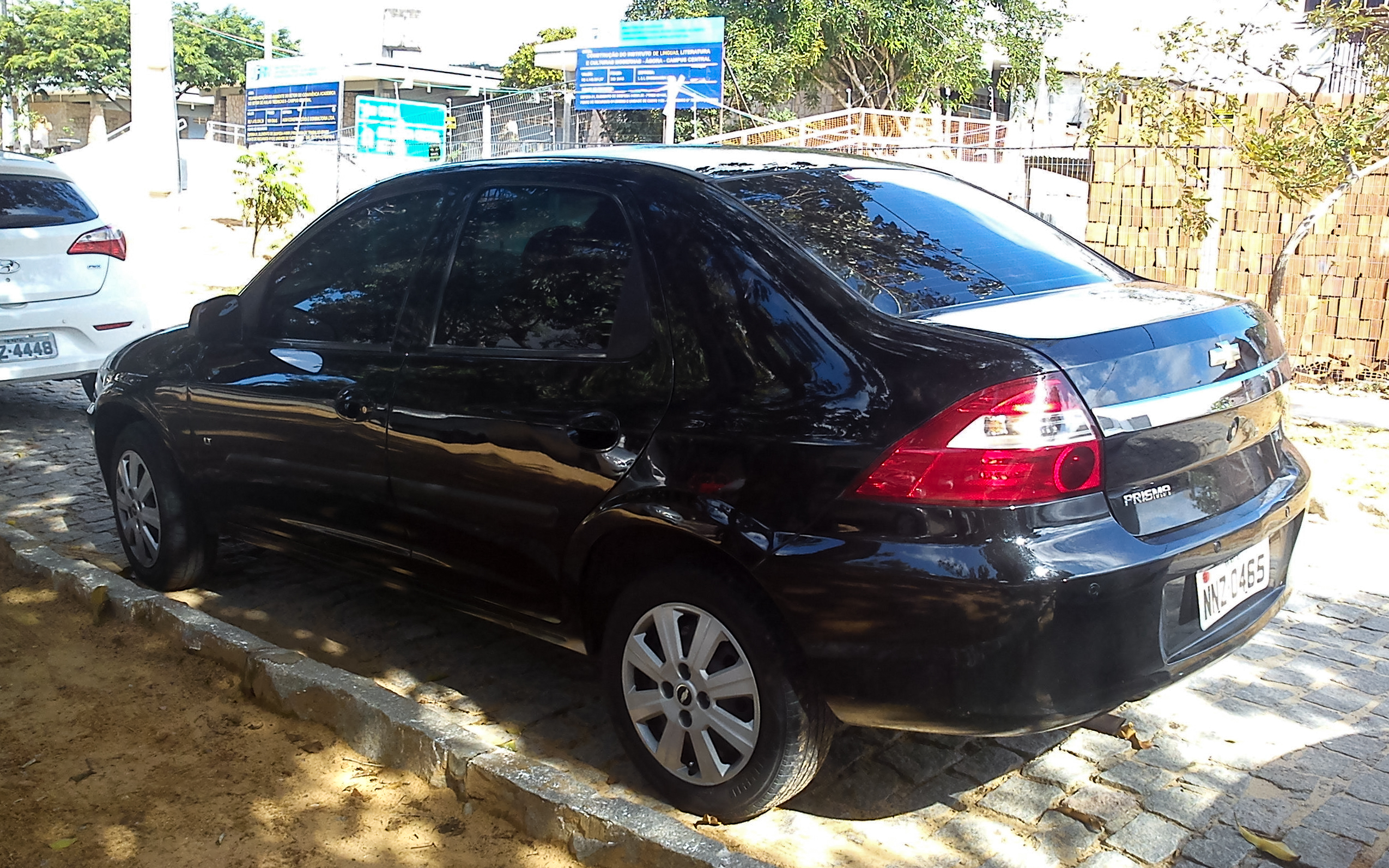
Heckansicht Prisma (2011–2012)

Bei der ersten Generation, die von 2006 bis 2012 verkauft wurde, handelt es sich um die Stufenheckversion des Chevrolet Celta und basiert damit auf der gleichen GM4200-Plattform. Das Modell wurde preislich zwischen dem günstigeren Chevrolet Classic (auf gleicher Plattform) und dem moderneren Chevrolet Corsa Sedan (Gamma-Plattform) angeboten. Zunächst wurden zwei Ausstattungsvarianten angeboten: Joy (Basisausstattung) und Maxx (Komfortausstattung).
Im letzten Modelljahr erhielt der Prisma gleichzeitig zum Celta ein Facelift. Ab diesem Zeitpunkt trug das Modell, wie auch der Chevrolet Vectra, eine Chromleiste quer auf der Heckklappe und trug ab sofort das Chevrolet-Logo ohne Ring.

## Zweite Generation

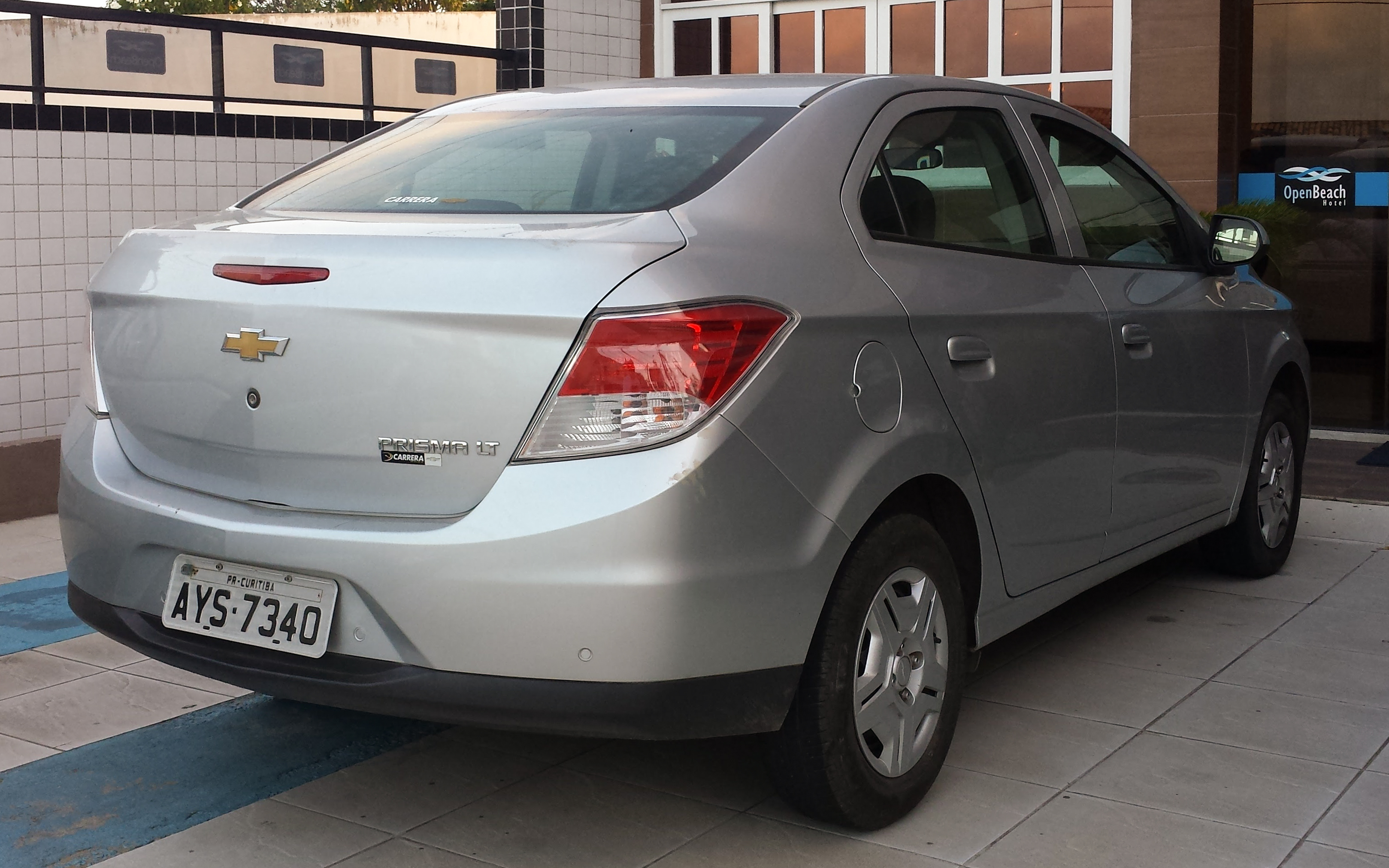
Heckansicht Prisma LT 1.0

Die ab Frühjahr 2013 angebotene zweite Generation basiert wie der Chevrolet Onix auf der Gamma-II-Plattform. Im Vergleich zu diesem besitzt er allerdings eine erweiterte Basisausstattung. Die neuen Vierzylindermotoren waren nun wahlweise mit einem Sechsgang-Automatikgetriebe oder einem Sechsgang-Schaltgetriebe verbunden. Ab dem Modelljahr 2015 war die Klimaanlage Teil der Serienausstattung.
2016 erhielt das Modell ein Facelift, das alte Modell war jedoch weiterhin als Prisma Joy erhältlich.
In Kolumbien wurde das Fahrzeug ab 2018 als Chevrolet Onix Sedán angeboten.
Auch auf dem Heimatmarkt wurde die Bezeichnung zwischenzeitlich in Anlehnung an das Stufenheckmodell in Chevrolet Onix Plus geändert. Mit der Einführung eines neuen Onix im Jahr 2019 wurde die Baureihe in Chevrolet Joy Plus umbenannt.

### Technische Daten
|                            | 1.0                   | 1.4                         |
| -------------------------- | --------------------- | --------------------------- |
| Bauzeitraum                | 2012–2022             | 2012–2024                   |
| Motorkenndaten             |                       |                             |
| Motorart                   | Ottomotor             | Ottomotor                   |
| Motorbauart                | R4                    | R4                          |
| Hubraum                    | 999 cm³               | 1389 cm³                    |
| Verdichtungsverhältnis     | 12,6 : 1              | 12,4 : 1                    |
| max. Leistung bei min−1    |                       |                             |
| im Benzinbetrieb           | 57 kW (77 PS) / 6400  | 72 kW (98 PS) / 6000        |
| im Ethanolbetrieb          | 59 kW (80 PS) / 6400  | 78 kW (106 PS) / 6000       |
| max. Drehmoment bei min−1  |                       |                             |
| im Benzinbetrieb           | 93 Nm / 5200          | 127 Nm / 4800               |
| im Ethanolbetrieb          | 96 Nm / 5200          | 136 Nm / 4800               |
| Kraftübertragung           |                       |                             |
| Antrieb, serienmäßig       | Vorderradantrieb      | Vorderradantrieb            |
| Getriebe, serienmäßig      | 6-Gang-Schaltgetriebe | 6-Gang-Schaltgetriebe       |
| Getriebe, optional         | –                     | [6-Gang-Automatikgetriebe]  |
| Messwerte                  |                       |                             |
| Höchstgeschwindigkeit      | 173 km/h              | 180 km/h                    |
| Beschleunigung, 0–100 km/h | 12,7 s                | 10,1 s                      |
| Leergewicht                | 1028 kg               | 1048–1054 kg [1080–1085 kg] |
| Tankinhalt                 | 54 l                  | 54 l                        |

Werte in eckigen Klammern gelten für Modelle mit Automatikgetriebe